# Übermaßbach
Der Übermaßbach ist ein weniger als zwei Kilometer langer Bach im Stadtgebiet von Schwarzenbach an der Saale im nordostbayerischen Landkreis Hof, der nahe beim Dorf Förmitz der Stadt von rechts und Südosten in die von der Förmitz durchlaufene Vorsperre der Förmitztalsperre mündet.

## Geographie

### Verlauf
Der Übermaßbach entsteht an der Nordwestgrenze des Fichtelgebirge zur Münchberger Hochfläche unterhalb des den Kreuzstein mit dem Wechselbühl verbindenden Sattels im Hallersteiner Forst. Der Bachlauf beginnt südlich des Schwarzenberger Kirchdorfs Hallerstein in der von der Wüstung Gettengrün übriggebliebenen Wiesenlichtung Herrenhut auf einer Höhe von etwa 627 m ü. NHN an deren oberem Ende.
Von dort an fließt der bald in der Lichtung von einer Galerie begleitete Bach beständig in nordwestlicher Richtung. Nach einem halben Kilometer passiert er vier kleine Fischteiche links am Lauf und tritt dann für etwa ebenso lange in den Wald ein, in dem er nun geschlungener als bisher verläuft. Danach verlässt er den Wald an zwei weiteren, nun rechtsseits liegenden Teichen und fließt ab dort sehr geradlinig und fast ohne Gehölz am Ufer inmitten einer Wiese, neben der rechtsseits der Wald auskeilt. Etwa einen Viertelkilometer vor seiner Mündung tritt er in eine Verdolung ein und im Bereich eines Parkplatzes weniger als einen halben Kilometer nordöstlich des Dorfes Förmitz fließt er gegenüber einer kleinen Insel von rechts und auf etwa 530 m ü. NHN in die Vorsperre der Förmitztalsperre ein.
Der Übermaßbach mündet nach ca. 1,7 km langem Lauf mit mittlerem Sohlgefälle von etwa 57 ‰ rund 97 Höhenmeter unterhalb seines Ursprungs. Er hat keine Zuflüsse.

### Einzugsgebiet
Das Einzugsgebiet des Übermaßbaches ist etwa 1,3 km² groß und liegt im Übergangsbereich zwischen dem Fichtelgebirge im Südosten und der Münchberger Hochfläche im Nordwesten. Am höchsten ist es auf dem den Kreuzstein mit dem Wechselbühl (beide 695 m ü. NHN) verbindenden Bergkamm. Es liegt überwiegend, im oberen und mittleren Teil, im Wald des Hallersteiner Forsts, erst am Unterlauf liegen Wiesen und etwas ferner Äcker um den Bach. Das Gebiet gehört zur Gänze zum Stadtgebiet von Schwarzenbach an der Saale und ist heute siedlungsfrei.
Nachbargewässer sind im Südwesten ein am Kälberbrunnen entstehender Bach, der wenig vor dem Dorf Förmitz in die Förmitz mündet, im Nordosten der in die Förmitztalsperre mündende Schafbach. Jenseits der Bergrückens im Südosten liegt das Quellgebiet des Sandlohbachs, der über die Lamitz unterhalb der Förmitz in die Saale entwässert.